# Трест редких элементов
Трест редких элементов (Горно-химический трест «Редкие элементы» по добыче и переработке руд, содержащих редкие элементы (РЕДЭЛЕМ)) — структура по разведке и добыче гелиесодержащих газов и других химических элементов, просуществовавшая с 1925 по 1930 год. В 1930 году деятельность треста Редэлем признана неудовлетворительной, он расформирован, основная часть нагрузки передана во Всехимпром — Государственное Всесоюзное объединение химической промышленности ВСНХ СССР.

## История
Предтечей треста стала лаборатория редких элементов Института прикладной минералогии и металлургии, заведовала которой В. И. Глебова.
В 1925 году по инициативе руководителя радиевой отрасли промышленности при Главхимпроме В. И. Глебовой в Москве созывается первое Всесоюзное совещание по редким элементам.
После этого создан Государственный общесоюзный трест «Редкие элементы» Центрального управления государственной промышленности ВСНХ СССР.
Деятельность треста до 1927 года в источниках не освещается.
В конце 1926 года в трест Редэлем передана база Гелиевого комитета, который, в свою очередь, занимался поиском гелиеоносного газа на территории СССР.
Деятельность Гелиевого комитета была признана неудовлетворительной и эта организация была полностью ликвидирована в 1927 году.
Ещё до расформирования Гелиевого комитета, 10 ноября 1926 года, Совет Труда и Обороны утвердил новый устав треста под наименованием «Горно-химический трест „Редкие элементы“ по добыче и переработке руд, содержащих редкие элементы (РЕДЭЛЕМ)» и назначил председателем правления В. И. Глебову.
Одновременно с трестом создан завод Редэлем, который специализировался на создании и применении новых химических веществ, продуктивными стали радиевое направление и направление твёрдых сплавов.
В 1928 году переименован в Государственный горно-химический трест (Редэлем) ВСНХ СССР.
В 1929 году В. И. Глебова уходит с поста руководителя треста Редэлем, и трест меняет название на Государственный горно-химический трест (Редэлем) Всесоюзного объединения «Цветметзолото» ВСНХ СССР.
В 1930 году деятельность треста оказалась неудовлетворительной так же, как и Гелиевого комитета и он был расформирован.
Основная часть нагрузки была передана во Всехимпром — Государственное Всесоюзное объединение химической промышленности ВСНХ СССР.